# Ayacucho (Argentina)
Ayacucho es una ciudad del centro-este de la provincia de Buenos Aires, Argentina; cabecera del partido homónimo. La ciudad se encuentra a orillas del arroyo Tandil. El turismo y su gran popularidad son los pilares de la economía.
Se encuentra a 297 km de la ciudad de Buenos Aires, 272 km de La Plata, 146 km de Mar del Plata y 155 km de Pinamar. Las localidades más cercanas son Rauch a 68 km, Tandil a 70 km, Maipú a 87 km y Balcarce a 91 km.

## Comunicaciones
Se encuentra 146 km al noroeste de Mar del Plata. Se comunica con dicha ciudad por las rutas 74 y Autovía 2, o por las rutas 29 y RN 226; con Balcarce (91 km al sur), con Necochea y con la Ciudad Autónoma de Buenos Aires (297 km al norte) por RP 29; con Benito Juárez, Tandil (72 km al oeste), Las Armas y Madariaga por la RP 74; y con Rauch por la RP 50.

## Toponimia
El nombre hace referencia y rinde homenaje a la batalla de Ayacucho ocurrida el 9 de diciembre de 1824 en el Perú; la última librada para mantener la independencia de la Argentina y de toda Sudamérica hispana.[cita requerida] En lengua quechua, Ayacucho significa "morada del alma" o " rincón de los muertos".

## Principales parques y paseos

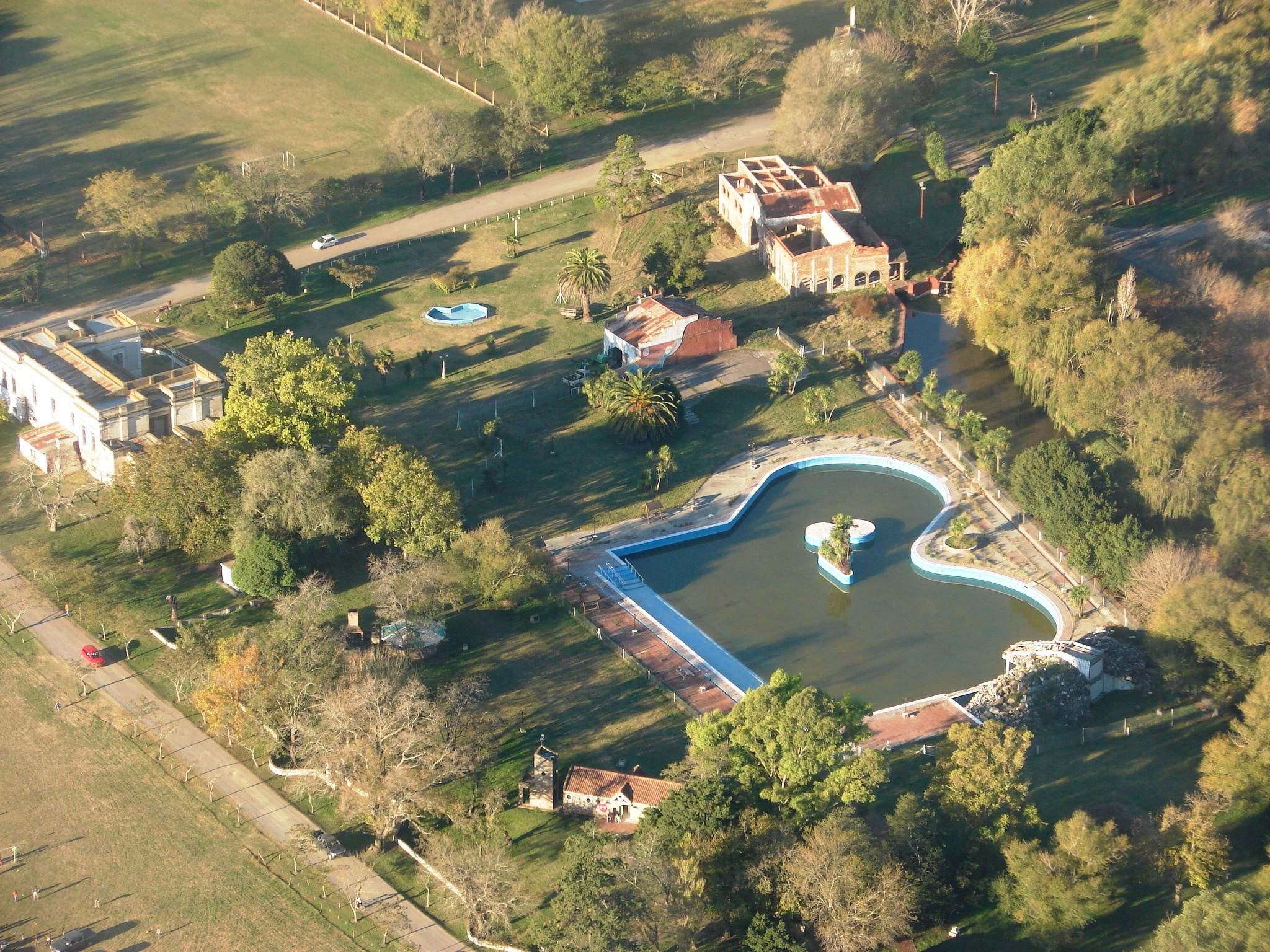
Complejo Club Independiente.

- Plaza San Martín: es la plaza principal, ubicada en el centro de la ciudad.
- Plaza Colón: se encuentra en la intersección de las avenidas Solanet y Colón. Es una de las tres plazas con mayor variedad de árboles del país. Fue diseñada por el paisajista Carlos Thays, quien diseñara además el jardín botánico de la Ciudad de Buenos Aires.
- Plaza Sarmiento: se encuentra en la intersección de las avenidas Colon y Miguens.
- Chacra Municipal Juan Manuel de Rosas: es un predio de 42 hectáreas ubicado en la intersección de la calle Gato y Mancha con la avenida Libertad, al noreste de la ciudad. Allí se realizan las principales actividades de destreza ecuestre durante la Fiesta Nacional del Ternero.
- Centro Recreativo Comunal Club A Independiente: Creado por el Intendente Luis Alfredo Ilarregui, es otro predio de 42 hectáreas ubicado en las intersecciones de la Ruta 50 (o avenida de Circunvalación Juan XXIII) y la calle San Martín. Cuenta con balneario, camping con parrillas, canchas de fútbol, rugby, pato, hockey, etc., circuito pedestre a lo largo del arroyo Tandileofú, con puentes y lago artificial. También posee una casona con confitería, un salón para eventos y un hotel.
- Club de Pesca: se encuentra en Pasteur y Poderoso. El predio ocupa dos manzanas. Posee camping, salón y canchas de fútbol y paddle.
- Museo Histórico Regional de Ayacucho. Fundado en 1984. Pura Diez de Coordonier. Se encuentra ubicado en la antigua Barraca Lahusen, Av. Peron 147, historia lugareña y fósiles del pleistoceno extraídos por técnico del museo. Técnicos: Graciela Dip. de Angelleta, Delia Cocon de Souza y Norberto J. López

## Instalaciones deportivas principales
- CEF N.º 32: Se ubica en la calle Arroyo entre Aristóbulo del Valle y Av. Miguens. Posee gimnasio y cancha de básquet.

- CEF N.º 32 - Piletas cubiertas: Se encuentran en la manzana ubicada en la intersección de las avenidas Miguens y Dindart. Posee una pileta semiolímpica cubierta (12 x 25 metros) para práctica de natación y una más pequeña con agua más caliente. Ambas están abiertas los 365 días del año.

- Tiro Federal: se ubica en la avenida Bavio, en adyacencia al cementerio municipal. Además de las instalaciones para la práctica de tiro, cuenta con confitería, pileta de natación y cancha de tenis.

- Estadio Municipal José Antonio Barbieri. Se encuentra en Sarmiento y 1.º de Mayo.

- Canchas de básquet: las principales son las del Ateneo Estrada (Yrigoyen al 1000) y las de los clubes Atlético, Defensores, Sarmiento y Ferroviario.

- Club Atlético Independiente de Ayacucho: Centro Recreativo y Deportivo ubicado en la Ruta 50 y San Martín, canchas de fútbol, rugby, hockey, polo, pato, camping, pileta de natación, parrillas, confitería, todo en un entorno natural con una extensión de 40m has, cruzadas por el Arroyo Tandileofú. Desde octubre de 2019 el predio cuenta con un hotel/albergue.

## Tradición
Las alternativas turísticas que se pueden encontrar en Ayacucho están enmarcadas por una extensa y armoniosa "pampa" en la que se reconoce la más pura "tradición". Vale aclarar, la interpretación de tradición como el conjuntos de costumbres y usanzas del hombre de campo a través del tiempo.
El nombre "Ayacucho" es la única referencia geográfica citada en "El Martín Fierro" de José Hernández, lo que da una idea de la zona en la que se desenvolvió el personaje más famoso de la literatura argentina. El hecho de que haya sido "Ayacucho" el lugar inmortalizado en la obra cumbre de la literatura gauchesca se debe a la amistad de su autor con el fundador de la ciudad, José Zoilo Miguens.
La tradición gaucha continuó exponiéndose con el Raid de los Caballos Criollos "Gato y Mancha", que partieron en 1925 de la Estancia "El Cardal" de Solanet (partido de Ayacucho), cuna de la raza, para llegar en 1928 a Nueva York en EE. UU., guiados por el suizo Aimé Tschiffely.

### Fiesta Nacional del Ternero
El partido de Ayacucho es el principal productor de terneros de la Argentina, razón por la cual se festeja, desde 1969, la Fiesta Nacional del Ternero y Día de la Yerra.
En el año 1967 el intendente Schoo Lastra inició las gestiones para la celebración de la fiesta en el partido de Ayacucho. 
Es una de las fiestas populares de mayor renombre en el país.
La fiesta presenta al visitante las actividades del hombre de campo, anexando actividades como espectáculos de destreza criolla, folclóricos, desfile, exposiciones y ferias, canto folclórico, y los "fogones populares" realizados en las calles de la ciudad. En los últimos años, debido tal vez a la situación socioeconómica y social del país, la región, y especialmente de Ayacucho, la calidad de la fiesta se encuentra en franco declive. La actividad ganadera en la región es histórica y se remonta -por lo menos- a los años de 1830, cuando Juan Elías Girado establece la estancia San Juan sobre una inmensa extensión de campo de 37.500 hectáreas en lo que luego sería el cuartel V. Esta particularidad le han conferido a Ayacucho el mote de "Capital Nacional del Ternero".

## Demografía
En 2010 el casco urbano contaba con 17,364 habitantes (Indec, 2010), lo que representa un incremento del 5,6% frente a los 16,444 habitantes (Indec, 2001) del censo anterior.
| Gráfica de evolución demográfica de Ayacucho entre 1869 y 2010 |
|                                                                |
| Fuentes: INDEC                                                 |

## Personas destacadas
- Ricardo Balbín, político argentino
- Mario Clavell, cantante popular argentino
- Fabián Veloz, barítono de trayectoria internacional
- Roberto M. Ortiz, presidente de la Nación.

## Escuelas
- Escuela de Educación Técnica N.º 1 Juan Labat
- Escuela de Educación Agropecuaria Perito Moreno
- Escuela Normal Superior "D.F. Sarmiento" N.º 1 - Unidad Académica
- Escuela Nuestra Señora del Buen Consejo (DIEGEP 0101)
- Escuela EGB núm. 1 Domingo Faustino Sarmiento
- Escuela EGB N.º 2 Justo José de Urquiza
- Escuela EGB N.º 3 Juan Bautista Alberdi
- Escuela EGB N.º 4 Ricardo Palma
- Escuela EGB N.º 6 Hipólito Yrigoyen
- Escuela EGB N.º 7 José de San Martín
- Escuela EGB N.º 8 Vicente López y Planes
- Escuela EGB N.º 9 Ricardo Rojas
- Escuela EGB N.º 11 Ricardo Gutiérrez
- Escuela EGB N.º 12 Juan Manuel de Estrada
- Escuela EGB N.º 13 Esteban Echeverría
- Escuela EGB N.º 16 Remedios Escalada de San Martín
- Escuela EGB N.º 18 Juan XXIII
- Escuela EGB N.º 19 Belisario Roldán
- Escuela EGB N.º 20 Bartolomé Mitre
- Escuela EGB N.º 21 Paula Albarracín
- Escuela EGB N.º 22 Francisco Narciso Laprida
- Escuela EGB N.º 23 Cristóbal Colón
- Escuela EGB N.º 24 Nicolás Avellaneda
- Escuela EGB N.º 25 Merceditas de San Martín
- Escuela EGB N.º 26 Constancio C. Vigil
- Escuela EGB N.º 27 José Hernández
- Escuela EGB N.º 28 José María Paz
- Escuela EGB N.º 31 Heroínas de Ayohuma
- Escuela EGB N.º 32 Martín Miguel de Güemes
- Escuela EGB N.º 34 San Miguel de Tucumán
- Escuela EGB N.º 35 Mariano Moreno
- Escuela EGB N.º 36 Patricias Argentinas
- Escuela EGB N.º 37 Ingeniero Felipe Senillosa
- Escuela EGB N.º 38 Juan Bautista Cabral
- Escuela EGB N.º 40 Provincia de Santa Fe
- Escuela EGB N.º 41 Juan Alberto Badie
- Escuela EGB N.º 43 Mariscal Antonio José de Sucre
- Escuela EGB N.º 44 Provincia de Buenos Aires
- Escuela EGB N.º 45 Provincia de Río Negro
- Escuela EGB N.º 46 Provincia de Chubut
- Escuela EGB N.º 47 Domingo Faustino Sarmiento (E.N.S.A.)
- Escuela de Educación Artística N.º 9 Elvira Grange.
- Escuela Especial 501
- Escuela Experimental El Ombú
- Escuela Municipal de Enseñanza Artística e Idiomas
- Instituto Superior de Formación Docente y Técnica Nro. 87

## Deportes
- Futbol: Liga Ayacuchense de fútbol
- Hockey femenino: es practicado en el C.E.F. o en el Tiro Federal, ambos clubes forman parte de la Liga de Hockey de Tandil.
- El Club Atlético Sarmiento de Ayacucho ostenta el récord mundial con dieciséis títulos consecutivos en una liga local o regional (1961 a 1976). Lo siguen el Deportivo Leberwurst ASK de Austria y el Tafea FC de Port Vila, Vanuatu (Oceanía), ambos con quince títulos anuales consecutivos.

## Barrios de Ayacucho
- Bellas Artes
- Tropezón
- Fonavi
- Santa Teresita
- Jardín
- Padre Gallo
- La Terminal
- La Perla
- El Progreso
- La Feria
- Villa Aurora
- El Estadio
- Martín Fierro
- El Embarcadero
- Villa Alem
- Barrio Parque Comahue
- Barrio Parque Arenales

## Parroquias de la Iglesia católica en Ayacucho
| Diócesis | Azul |
| -------- | ---- |
|          |      |